# Stratford St. Mary
Stratford St. Mary ist ein Dorf und eine Verwaltungseinheit im District Babergh in der Grafschaft Suffolk, England. Stratford St. Mary ist 15,4 km von Ipswich entfernt. Im Jahr 2022 hatte es eine Bevölkerung von 753 Einwohnern. Stratford St. Mary wurde 1086 im Domesday Book als Stratfort erwähnt.